# Клиновидный родничок

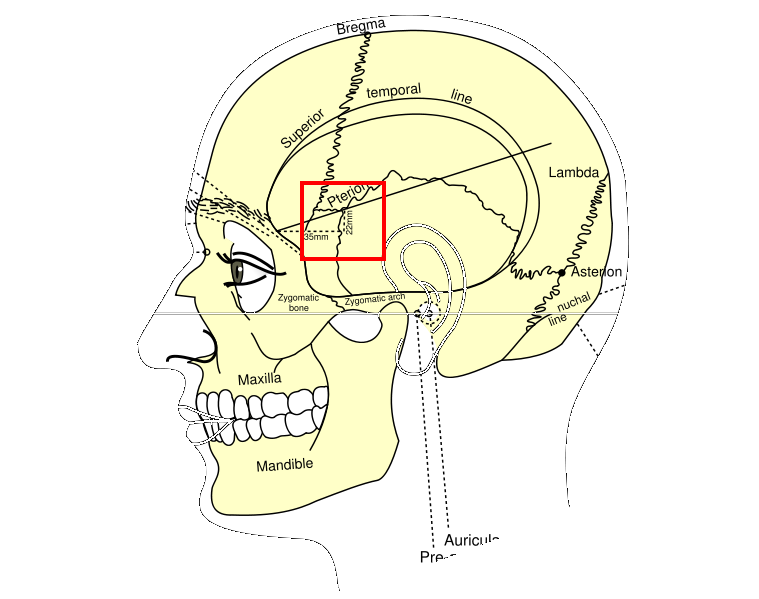
Область родничка обведена в рамку

Клиновидный родничок или переднелатеральный родничок (лат. fonticulus sphenoidalis) - соединительно-тканный участок на неокостеневшей крыши черепа человека, располагающийся в переднем отделе боковых поверхностей черепа на месте соединения большого крыла клиновидной кости с лобной, височной и теменной костями. Данный родничок является парным. Спереди и сверху он ограничен лобной и теменной костями, а снизу - большим крылом клиновидной кости и чешуйчатой частью височной кости. Родничок имеет неправильную четырехугольную форму. 
Клиновидный родничок зарастет вскоре после рождения - обычно на втором-третьем месяце жизни. Иногда может зарастать даже к концу внутриутробного периода.